# Портрет Хорхе Мануеля Теотокопулоса
«Портрет Хорхе Мануеля Теотокопулоса» — портрет, створений батьком, художником Ель Греко. На картині зображений дорослий Хорхе з палітрою і пензлями в руках.

## Опис
Це один з найпривітніших портретів Ель Греко. Зазвичай його вельможні моделі, горді і самовпевнені ідальго, холодні, стримані і дуже відсторонені від оточення. Це було ознакою винятковості, шляхетності, несхожості на простий люд. І лише вдома іспанець-ідальго міг бути розкутим, привітним з родиною чи друзями свого кола.
Хорхе на портреті батька з розкішним білим коміром, як і ідальго. Але привітне обличчя і пензлі в руках — вказівка, що це ремісник, нехай і високо освічений, людина інтелектуальних зацікавлень. Батько дав сину первинне художнє навчання. Хорхе недовго займася живописом, але став архітектором.